# Ro James
Ro James (* 19. November 1986 in Stuttgart; eigentlich Ronnie James Tucker) ist ein US-amerikanischer R&B-Musiker. Sein größter Erfolg ist die Platin-Single Permission aus dem Jahr 2015, die ihm auch eine Grammy-Nominierung brachte.

## Leben
Ronnie James Tucker alias Ro James wurde 1986 als Soldatenkind in Stuttgart geboren und wuchs in verschiedenen Teilen der Vereinigten Staaten auf. In seiner Kindheit hatte er Schlagzeug gelernt, aber erst die Verarbeitung einer persönlichen Beziehungskrise brachte ihn dazu, Musiker zu werden. Seine Tante ist die US-amerikanische Sängerin Rosie Gaines.
2013 veröffentlichte er seine ersten vier Songs auf der EP Coke, Jack, and Cadillacs. Asher Roth und Snoop Dogg waren als Gäste vertreten. Diese EP brachte ihm einen Plattenvertrag mit RCA Records und bereits die erste Veröffentlichung Permissions brachte ihm 2015 den Durchbruch. Der Song platzierte sich in den Top 40 der R&B-Charts und erreichte Platinstatus. Außerdem wurde er bei den Grammy Awards 2017 für eine Auszeichnung in der Kategorie Beste R&B-Darbietung nominiert. Die Single beförderte auch den Erfolg seines Debütalbums Eldorado, das sich 2016 in den Top 10 der R&B-Alben und auf Platz 71 der offiziellen Albumcharts platzieren konnte. 
Es folgten weitere Single- und EP-Veröffentlichungen und 2020 das zweite Album Mantic, doch damit konnte er nicht an den Anfangserfolg anknüpfen.

## Diskografie
Alben
- Coke, Jack, and Cadillacs (EP, 2013)
- Eldorado (2016)
- Smoke (EP, 2018)
- Mantic (2020)

Lieder
- Permission (2015, US: Platin)[4]
- Plan B (mit Brandy, 2020)